# Adam Christopher Oldenburg
Adam Christopher Oldenburg (30. juni 1736 på Frederiksten – 2. december 1803 sammesteds) var en dansk officer. Han var far til Frederik Oldenburg
Han var søn af Frederik Oldenburg og Regina Maria Blix (1706-1762), blev sergent i Rømelings gevorbne infanteriregiment, 1753 fænrik, 1755 karakteriseret og senere samme år virkelig sekondløjtnant. 1756 tog han afsked efter ansøgning, fordi han havde arvet et fordelagtigt gods i Mecklenburg, sandsynligvis Wotrum, som han åbenbart ligesom sine 4 kvartfætre opgav at overtage. Han deltog desuden som frivillig på fransk side i Syvårskrigen, bl.a. i slaget ved Rossbach 5. november 1757.
Han blev på ny ansat i Norge 1758 som kaptajn reformé i 1. smålenske nationale infanteriregiment, blev 1761 forsat til Oldenborgske Grenaderbataljon i Holsten, 1764 kaptajn i søndenfjeldske gevorbne infanteriregiment, 1774 tertsmajor, 1776 sekondmajor, 1787 premiermajor, 1788 oberstløjtnant, 1790 tillige vicekommandant på Frederiksten, 1792 på fuld gage, blev 1793 oberst af infanteriet, fik 1798 afsked som generalmajor og med pension, men samme år blev pensionen forandret til ventepenge.